# Array of Low Energy X-ray Imaging Sensors

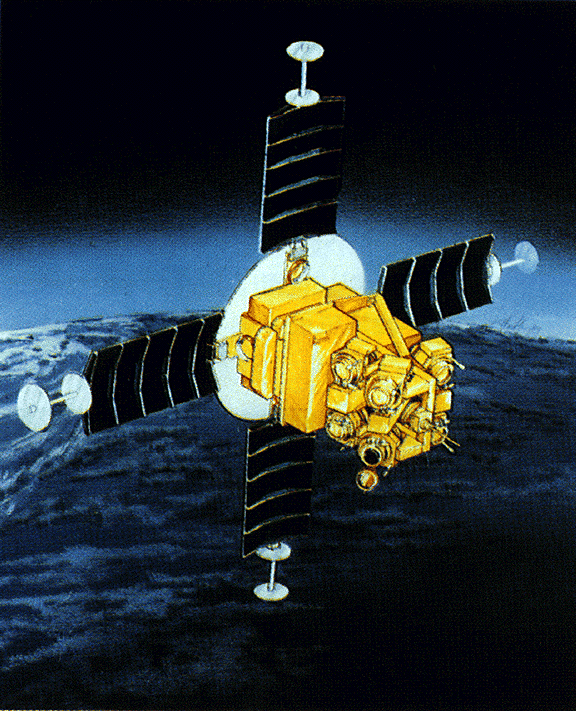
ALEXIS

O Array of Low Energy X-ray Imaging Sensors, também conhecido pelo seu acrônimo ALEXIS, é um observatório espacial de raios-X lançado em 25 de abril de 1993 por meio de um foguete Pegasus a partir da Base Aérea de Edwards.

## Características
O ALEXIS dedicou à observação do céu em raios-X suaves com seis telescópios funcionando por duplas. A sua missão consistia em fazer um exame de fundo de raios-X suaves de todo o céu, observar fontes conhecidas brilhantes em ultravioleta extremo, buscar eventos transitórios em raios X e estudar as erupções estelares.
Além disso, levava a bordo um experimento (denominado de Blackbeard), que consistia em um receptor de VHF de alta velocidade que foi usado para estudar o efeito dos raios e dos impulsos eletromagnéticos das explosões nucleares na transmissão através da ionosfera.
Foi lançado por meio de um foguete Pegasus a partir de um avião B-52, mas durante o lançamento foi danificado um dos painéis solares. Embora o lançamento colocou o satélite em órbita, não se conseguiu contato com ele e recuperar o controle até três meses após o lançamento.
A alimentação elétrica era proporcionado por quatro painéis solares que alimentavam quatro baterias de níquel-cádmio e produzindo uma potência de até 50 watts. O computador de bordo usava processadores 8086C redundantes e tinha um sistema de armazenamento em estado sólido com uma capacidade de 100 Mbytes. O sistema de comunicações usava a banda S, com uma taxa de transferência de 750 kbps e uma taxa de subida de 9,6 kbps. O satélite apontava na direção anti-solar e era estabilizado por rotação a uma velocidade de 2 rotações por minuto.